# Prise de Nice
Première Coalition
Batailles
La prise de Nice est un épisode de la Première Coalition, victorieux pour les troupes françaises qui s'emparent de la ville le 7 vendémiaire an I (28 septembre 1792).

## Préambule
Au moment où le général de Montesquiou entrait en Savoie, le général d'Anselme osa traverser le Var avec trois bataillons de ligne, quelques volontaires, et trois cents chevaux.

## La prise de la ville
Cette faible armée, qui allait attaquer huit mille hommes de troupes réglées du roi de Sardaigne, et douze mille hommes de milice, n'avait aucun officier-général. Il y avait un seul capitaine du génie, et un seul commissaire des guerres, de manière que tout le fardeau de l'administration et du commandement retombait sur le général en chef. Un tel dénuement de moyens ne l'arrêta pas.
Une escadre de neuf vaisseaux de ligne français louvoyait sur les parages de ce comté, pour favoriser son entreprise. Anselme paraît et Nice est évacuée par les troupes piémontaises. 
Les magistrats lui apportent les clefs de la ville et les forts du mont Alban et de Villefranche ouvrent leurs portes.

## Bilan
Anselme conclura la conquête du comté de Nice en prenant Villefranche-sur-Mer deux jours plus tard.
Ainsi le comté de Nice devient nouveau département qui fut ajouté à la France jusqu'en 1814 ou il est restitué au royaume de Piémont-Sardaigne.